# Cortlandt-aquaduct
Het Cortlandt-aquaduct is een aquaduct in de Ringvaart van de Zuidplaspolder over de A20 bij Nieuwerkerk aan den IJssel. Het aquaduct werd in 1984 opengesteld voor het verkeer.